# Горњи Срђевићи
Горњи Срђевићи су насељено мјесто у општини Србац, Република Српска, БиХ. Према попису становништва из 1991. у насељу је живјело 608 становника.

## Становништво
| Демографија (Срђевићи) | Демографија (Срђевићи) | Демографија (Срђевићи) |
| Година                 | Становника             | Становника             |
| ---------------------- | ---------------------- | ---------------------- |
| 1948.                  | 906                    |                        |
| 1953.                  | 937                    |                        |
| 1961.                  | 1.057                  |                        |
| 1971.                  | 922                    |                        |
| 1981.                  | 760                    |                        |
| 1991.                  | 608                    |                        |
| 1993.                  | 673                    |                        |